# Jean Renneteau
João (em francês:  Jean, em russo:  Иоанн, nascido: Jean Pierre René Marcel Renneteau; 13 de novembro de 1942, Bordeaux, França), Metropolita da Igreja Ortodoxa Russa com o título "de Dubna" (desde 14 de setembro de 2019), administrador da Arquidiocese das Paróquias da Europa Ocidental de Tradição Russa. Anteriormente governou o Exarcado de Paróquias de Tradição Russa na Europa Ocidental do Patriarcado de Constantinopla com o título de "Arcebispo de Cariópolis" (2016-2018).